# Choeroichthys latispinosus
Choeroichthys latispinosus är en fiskart som beskrevs av Dawson 1978. Choeroichthys latispinosus ingår i släktet Choeroichthys och familjen kantnålsfiskar. Inga underarter finns listade i Catalogue of Life.